# Sangineto
Sangineto è un comune italiano di 1 204 abitanti della provincia di Cosenza in Calabria.
Il piccolo comune si articola principalmente in due nuclei: il caratteristico centro storico, che si trova in collina, e il Lido (località Le Crete), che si trova vicino al mare. Ambita meta turistica nel periodo estivo, il Lido vede moltiplicare il numero dei propri abitanti soprattutto a causa della presenza di diversi locali e strutture ricettive per la villeggiatura. Sangineto è raggiungibile percorrendo la litoranea strada statale 18.

## Storia

### Simboli
Lo stemma e il gonfalone sono stati concessi con decreto del presidente della Repubblica del 29 febbraio 1996.
Il gonfalone è un drappo troncato di azzurro e di verde.

## Monumenti e luoghi d'interesse
- Castello angioino costruito dai Principi Sanseverino di Bisignano nella seconda metà del XV secolo. Di forma rettangolare conserva un ampio loggiato. Al centro del cortile s'innalza un vecchio ulivo piantato dai prigionieri austriaci in segno di pace il giorno dell'armistizio il 4 novembre 1918.
- Chiesa parrocchiale S. Maria della Neve del 1200. La chiesa custodisce un battistero e un portale del 1600.
- Convento di S. Francesco di Paola.
- Cappella di S. Giuseppe
- Cappella della Madonna del Carmine.
- Cappella di S. Michele Arcangelo.

## Società

### Evoluzione demografica
Abitanti censiti

## Cultura

### Cucina
Piatti tipici: gnocchi di patate conditi con salsa di salsicce e braciole; polpette di melanzane; a "frissurata", zucchini essiccati, fagioli, patate e pane di mais. Nelle campagne circostanti vengono prodotte salsicce e capocolli (insaccati di maiale), che vengono consumati come antipasti. Fra i primi piatti meritano particolare attenzione i fusilli preparati a mano e conditi con ragù di maiale; tagliatelle con fagioli e ceci; pasta e fagioli con pepe rosso macinato; polenta con cavoli e fave; polenta con patate e fagioli con peperoni arrostiti. Molti sono i piatti a base di melanzane e anche il capretto svolge un ruolo da protagonista.

## Economia

### Artigianato
- Oggetti in salice, canna e giunco.
- Produzione privata di merletti e ricami.
- Produzione privata di formaggi, miele, frutta secca, olio e vino locale

### Sindaci di Sangineto
| Periodo | Periodo   | Primo cittadino   | Partito                                     | Carica  | Note |
| ------- | --------- | ----------------- | ------------------------------------------- | ------- | ---- |
| 1993    | 2001      | Bruno Midaglia    | Democrazia Cristiana                        | Sindaco |      |
| 2001    | 2006      | Gaetano Marinelli | Coalizione di Centrodestra (Lista civica)   | Sindaco |      |
| 2006    | 2011      | Gaetano Marinelli | Coalizione di Centrosinistra (Lista civica) | Sindaco |      |
| 2011    | in carica | Michele Guardia   | Lista civica "Sangineto Oltre"              | Sindaco |      |